# Шива (кратер)
Кратер Шива — структура вероятно ударного происхождения, расположенная на дне Индийского океана, к западу от индийского города Мумбаи. Названа в честь индуистского бога разрушения Шивы. Возраст кратера оценивается в 65 млн лет примерно в том же интервале, что и возраст ряда других кратеров конца мелового периода (Чиксулуб и другие).
Несмотря на то, что по причине геодинамических процессов растяжения океанической коры структура претерпела некоторые изменения, образование представляет собой продолговатую воронку размерами около 600 км в длину и 400 км в ширину (около 500 км в диаметре). Предполагается, что кратер такого размера стал результатом столкновения с Землёй астероида или кометы размером около 40 км в диаметре.
По мнению ряда учёных падение крупного тела рядом с Индией могло вызвать вулканические извержения расположенных поблизости так называемых Деканских траппов.
Кратер Шива добавляет веса теории «многократного импактного события» (multiple impact event), предполагающей, что причиной вымирания динозавров явилось последовательное столкновение с Землёй нескольких достаточно крупных космических тел.
Среди научного сообщества имеет место дискуссия относительно признания ударного происхождения кратера Шива.